# 藤井章満
藤井 章満（ふじい あきみつ、1959年8月5日 - ）は、日本の男性俳優。優企画所属。大阪府出身。身長 170 cm。体重 59 kg。血液型はA型。

## 人物
声種はテノール。
特技は歌。趣味はジムトレーニング。
妻は女優の彩世侑希。

## 略歴
- 1978年、劇団涛華入団[1]。
- 1980年、ミュージック劇団からくり結成[1]。
- 1988年、ミュージック劇団からくり退団[1]。
- 1995年、motokanプロジェクトを主催[1]。

## 出演

### 舞台
- 反逆児悟空からのメッセージ - 主演
- ミュージカルプライ からくり源氏 - 主演
- 名医先生
- ファンドとリス
- ファンド・アウト オズの魔法使い - ブリキ
- イエスタディーワンスモア・月も夢見るセレナーデ

### テレビドラマ
NHK
- 銀河テレビ小説
  - 夕ごはんたべた?（1977年） - 吉永大吉 ※デビュー作[4]
- 連続テレビ小説
  - 風見鶏（1977年 - 1978年）
  - 鮎のうた（1979年 - 1980年）
  - 虹を織る（1980年 - 1981年）
  - 私の青空（2000年）
- いのち燃ゆ（1981年）
- 壬生の恋歌（1983年）
- 大河ドラマ
  - 元禄繚乱（1999年） - 曽根五郎兵衛

TBS
- よい子の味方（2004年）
- ウルトラマンマックス（2005年）

フジテレビ
- 夫婦旅日記 さらば浪人（1976年）
- ショカツ（2000年）
- アットホーム・ダッド（2004年）
- 君が想い出になる前に（2004年）
- 冬の輪舞（2005年）
- Ns'あおい（2006年） - 白井貴之[7]

テレビ朝日
- 結婚・私が好きですか?（1993年）
- 相棒Season13（2015年） - 市役所職員

関西テレビ
- 河原町東入ル（1976年 - 1978年）
- いらっしゃいませ!（1980年）

毎日放送
- 女の爪痕（1977年）
- その時がきた（1982年） - 佐分利慶

朝日放送
- 部長刑事（1980年 - 1988年）
  - 第1113話 「戦争を知ったこどもたち」（1980年）
  - 第1145話 「もぐり電波を追え」（1980年）
  - 第1149話 「幻想反乱・病める若者」（1980年）
  - 第1168話 「殺人病原体」（1981年）
  - 第1189話 「ジャガーとよばれた男」（1981年）
  - 第1202話 「出口の消えた部屋」（1981年）
  - 第1222話 「父ちゃんを返せ」（1982年）
  - 第1251話 「血ぬられた悪の鏡」（1982年）
  - 第1278話 「偏差値殺人事件」（1983年）
  - 第1284話 「涙をふいて」（1983年）
  - 第1289話 「置き去られた者へ」（1983年）
  - 第1303話 「逃亡者たちの讃歌」（1983年）
  - 第1323話 「戦いのバラードはほろ酔い気分で」（1984年）
  - 第1351話 「涙のリクエスト」（1984年）
  - 第1378話 「車内暴力殺人事件」（1985年）
  - 第1502話 「あさがお殺人事件」（1987年）
  - 第1523話 「虫けら同志」（1988年）
  - 第1540話 「キッチンドリンカー」（1988年）

### 映画
- 紀子の食卓（2006年）
- ピューと吹く！ ジャガー THE MOVIE（2008年）

### ラジオ

#### 毎日放送
- 私の文庫本～けんかえれじい～
- 蛍川 - 竜夫

### CM
- 奈仁和園[注 2]
- JDF
- 田辺製薬 アスパラメガ（1999年）
- マンスリーレオパレス（2000年）
- 森永製菓 クラフトスライスチーズ

### その他
- たのしいきょうしつ（NHK教育、1984年 - 1986年）

## 演出

### 舞台
- センチメンタル・バンパイヤ・ストーリー